# Ferdinando Fuga
Ferdinando Fuga (Florencia, 11 de noviembre de 1699 - Roma, 7 de febrero de 1782), fue un arquitecto italiano, situado a nivel estilístico, entre el barroco tardío y el clasicismo.

## Biografía

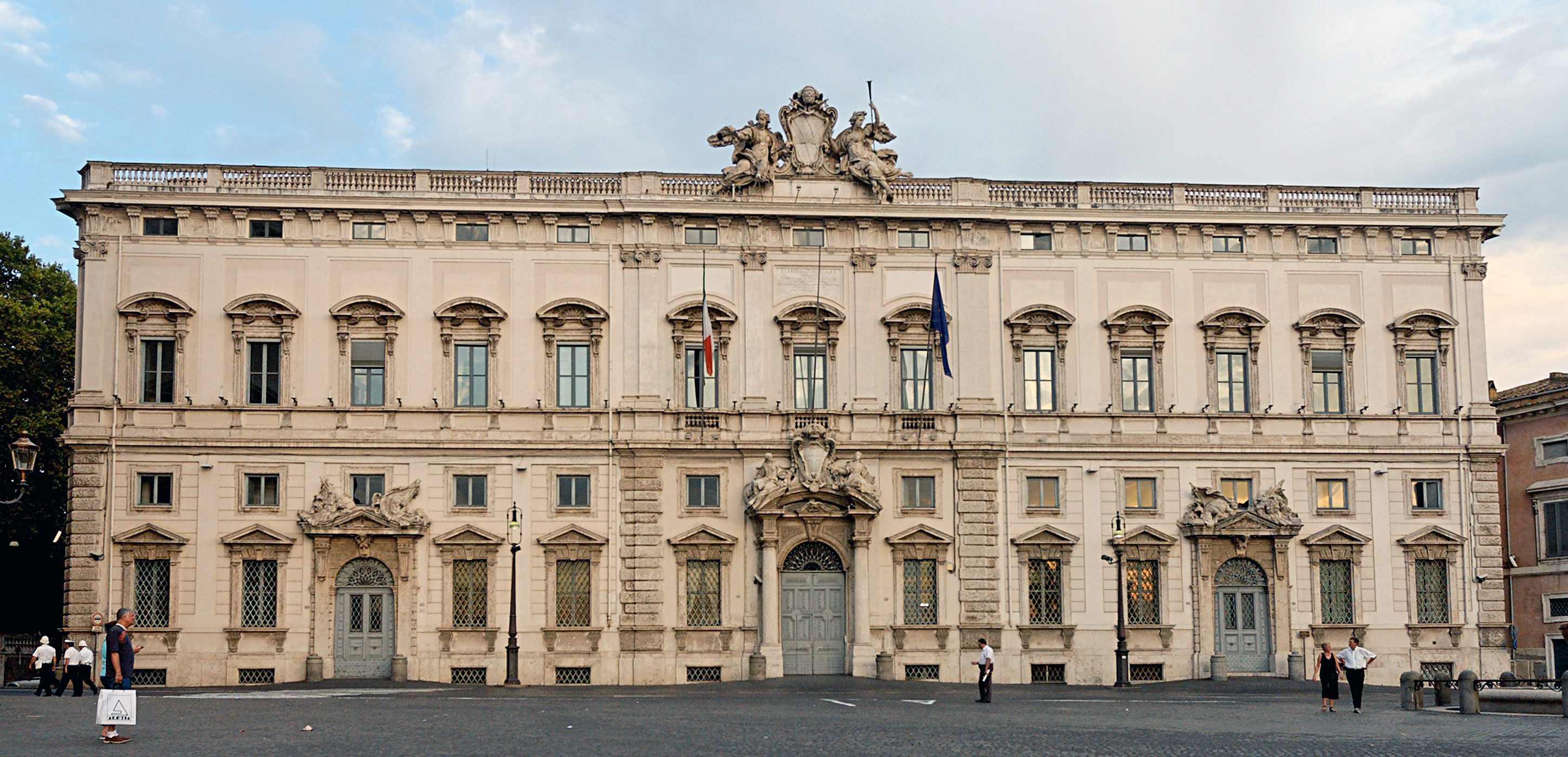
El Palazzo della Consulta de Roma, obra de Ferdinando Fuga.

Comenzó trabajando con Giovanni Battista Foggini, para trasladarse a Roma en 1717 donde completó su formación. Su primer trabajo importante fue en Nápoles, la capilla del Palazzo Cellamare (1726-1727). Después, de vuelta a Roma en 1739, fue nombrado arquitecto de los palacios pontificios por Clemente XII y Benedicto XIV. Concluyó el Palacio del Quirinal (actual residencia del Presidente de la República de Italia) y trabajó igualmente en la fachada de la Basílica de Santa María la Mayor, el Palazzo della Consulta, la iglesia de Santa Maria dell'Orazione e Morte y el Palazzo Corsini (1736).
A partir de 1751, el rey de Nápoles, Carlos VII (más tarde rey de España con el nombre de Carlos III), le encargó diversos trabajos para Nápoles, junto a Luigi Vanvitelli. En la Corte napolitana Fuga se dedicó en la renovación de la ciudad, creando importantes construcciones como el Albergo Reale dei Poveri, hospicio para albergar 8000 pobres del Reino de Nápoles (en la actualidad es Patrimonio de la Humanidad declarado por la Unesco), así como multitud de palacios. Sin embargo su tarea más importante fue la reordenación de la trama urbana napolitana.